# Eleccions generals de Moçambic de 2014
Les eleccions generals de Moçambic de 2014 van tenir lloc el 15 d'octubre de 2014 per elegir al president, l'Assemblea de la República i les assemblees provincials. Filipe Nyusi, candidat del FRELIMO, fou elegit president, i el FRELIMO va mantenir la seva majoria parlamentària.

## Sistema electoral
El President fou elegit usant el sistema de segona volta electoral. El president sortint Armando Guebuza no es podia presentar a un tercer mandat per imperatiu constitucional.

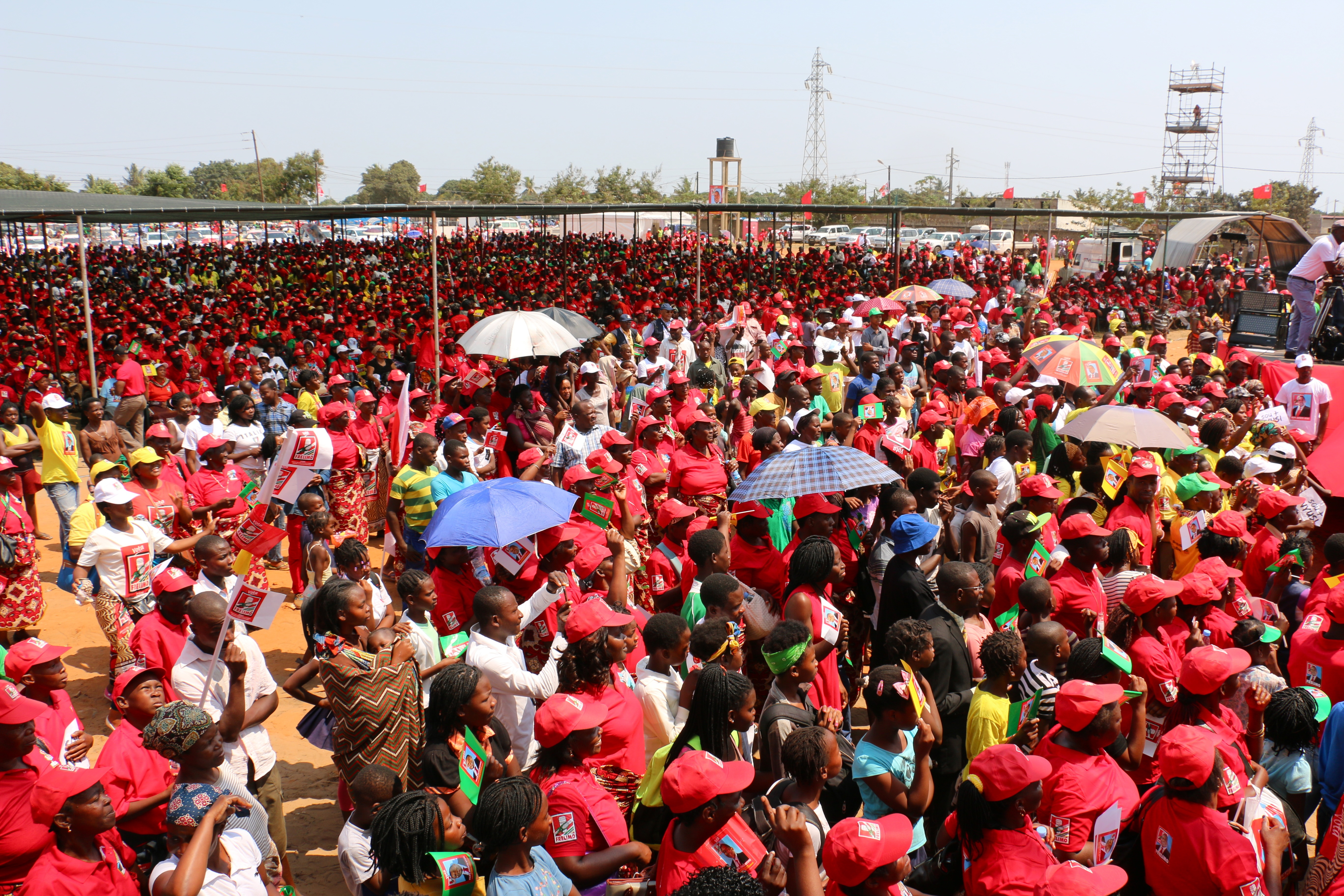
Fi de campanya de FRELIMO a Maputo

Els 250 membres de l'Assemblea de la República van ser elegits en 11 circumscripcions plurinominals amb base a les províncies del país i dues circumscripcions d'un sol membre en representació dels ciutadans moçambiquesos d'Àfrica i Europa. L'assignació d'escons en les circumscripcions plurinominals es basa en la representació proporcional utilitzant el fórmula D'Hondt, amb una barrera electoral del 5%.

## Conducta
Els observadors electorals de la Unió Europea van declarar que hi havia aspectes positius: la nova legislació electoral, el registre d'electors no impugnat i una campanya electoral en general pacífica i un jornada electoral ordenada, però problemes amb el procés de tabulació, i actes de violència i intolerància durant la campanya electoral que han subratllat la necessitat de millores importants per als futurs processos electorals.
Els observadors electorals del Grup Observatori Electoral de Moçambic van arribar a la conclusió que el seu recompte paral·lel de vots va estar en línia amb els resultats oficials. No obstant això, el grup encara anomena les eleccions "parcialment lliures i justes, i no molt transparents", citant la politització i la manca de transparència dels organismes electorals, votants que foren rebutjats i altres irregularitats.

## Resultats

### Presidencials
| Candidat                                                           | Candidat                        | Partit                          | Vots       | %     |
| ------------------------------------------------------------------ | ------------------------------- | ------------------------------- | ---------- | ----- |
|                                                                    | Filipe Nyusi                    | FRELIMO                         | 2,778,497  | 57.03 |
|                                                                    | Afonso Dhlakama                 | RENAMO                          | 1,783,382  | 36.61 |
|                                                                    | Daviz Simango                   | MDM                             | 309,925    | 6.36  |
| Nuls/en blanc                                                      | Nuls/en blanc                   | Nuls/en blanc                   | 461,861    | –     |
| Total                                                              | Total                           | Total                           | 5,333,665  | 100   |
| Votants registrats/participació                                    | Votants registrats/participació | Votants registrats/participació | 10,964,978 | 48.64 |
| Font: Mozambique News Agency Arxivat 2014-10-31 a Wayback Machine. |                                 |                                 |            |       |

### Legislatives
| Partit                                                             | Vots       | %     | Escons | +/– |
| ------------------------------------------------------------------ | ---------- | ----- | ------ | --- |
| FRELIMO                                                            | 2,575,995  | 55.93 | 144    | –47 |
| RENAMO                                                             | 1,495,137  | 32.46 | 89     | +38 |
| MDM                                                                | 384,538    | 8.35  | 17     | +9  |
| Altres partits                                                     | 149,812    | 3.25  | 0      | 0   |
| Nuls/en blanc                                                      | 711,454    | –     | –      | –   |
| Total                                                              | 5,316,936  | 100   | 250    |     |
| Votants registrats/participació                                    | 10,964,978 | 48.49 | –      | –   |
| Font: Mozambique News Agency Arxivat 2014-10-31 a Wayback Machine. |            |       |        |     |

### Eleccions provincials
| Province                     | FRELIMO | RENAMO | MDM |
| ---------------------------- | ------- | ------ | --- |
| Cabo Delgado                 | 67      | 14     | 1   |
| Província de Gaza            | 69      | 0      | 1   |
| Província d'Inhambane        | 58      | 11     | 1   |
| Manica                       | 49      | 39     | 1   |
| Província de Maputo          | 59      | 12     | 9   |
| Província de Nampula         | 46      | 46     | 1   |
| Província de Niassa          | 42      | 34     | 4   |
| Província de Sofala          | 30      | 45     | 7   |
| Província de Tete            | 37      | 42     | 3   |
| Zambézia                     | 37      | 51     | 4   |
| Font: Mozambique News Agency |         |        |     |

## Conseqüències
El líder de RENAMO, Afonso Dhlakama va afirmar que els resultats de les eleccions eren fraudulents i va demanar un govern d'unitat nacional, amenaçant amb establir un govern paral·lel si el FRELIMO no n'estava d'acord. Tanmateix, després va abandonar la crida. RENAMO també va boicotejar la presa de possessió dels parlaments provincials, i va amenaçar de boicotejar la presa de possessió de l'Assemblea de la República el 12 de gener de 2015.